# Цирцея (картина Уотерхауса)
«Цирцея» (лат. Circe Invidiosa) — картина английского художника Джона Уильяма Уотерхауса, написанная в 1892 году. Это его второе изображение классического мифологического персонажа Цирцеи после картины «Цирцея подает бокал Одиссею» (1891). Картина основана на одной из легенд Овидия в «Метаморфозах», в которой Цирцея превращает Сциллу в морское чудовище исключительно потому, что Главк презрел романтическое чувство богини магии в надежде вместо этого добиться любви Сциллы. Позже Уотерхаус вернулся к теме Цирцеи в третий раз в своей картине «Волшебница» (ок. 1911). «Цирцея» входит в коллекцию Художественной галереи Южной Австралии в Аделаиде, где также находится полотно художника «Фавориты императора Гонория».

## Сюжет и описание
Миф о Цирцее, Главке и Сцилле берёт свое начало в книге XIV «Метаморфоз». Конкретная сцена, на которой Уотерхаус основывает эту картину, встречается в строках 51-65 эпической поэмы:
Был там затон небольшой, заходивший под своды пещеры, —

Скиллы любимый приют; в то место от моря и неба

Летом скрывалась она, когда солнце стояло на высшей

Точке, когда от дерев бывают кратчайшими тени.

Этот богиня затон отравляет, сквернит чудодейной

Смесью отрав; на него она соком зловредного корня

Брызжет; тёмную речь, двусмысленных слов сочетанье,

Трижды по девять раз чародейными шепчет устами.

Скилла пришла и до пояса в глубь погрузилась затона. —

Но неожиданно зрит, что чудовища некие мерзко

Лают вкруг лона её. Не поверив сначала, что стали

Частью её самое, бежит, отгоняет, страшится

Песьих дерзостных морд, — но в бегство с собою влечёт их.

Щупает тело своё, и бедра, и икры, и стопы, —

Вместо знакомых частей обретает лишь пасти собачьи.
Версия Уотерхауса показывает Цирцею, парящую над водой в пещере, которая выливает ярко-зелёный яд в воду затона. Под её ногами «лающие формы» Сциллы уже кружатся в бурлящей глубине внизу; чудовищное превращение идёт полным ходом. Однако, ни человеческая форма Сциллы, ни её форма монстра не являются здесь акцентом. Скорее, сила серьёзного лица Цирцеи и ощутимая ревность управляют этой сценой, поскольку яркие цвета акцентируют фигуру богини.

## Анализ

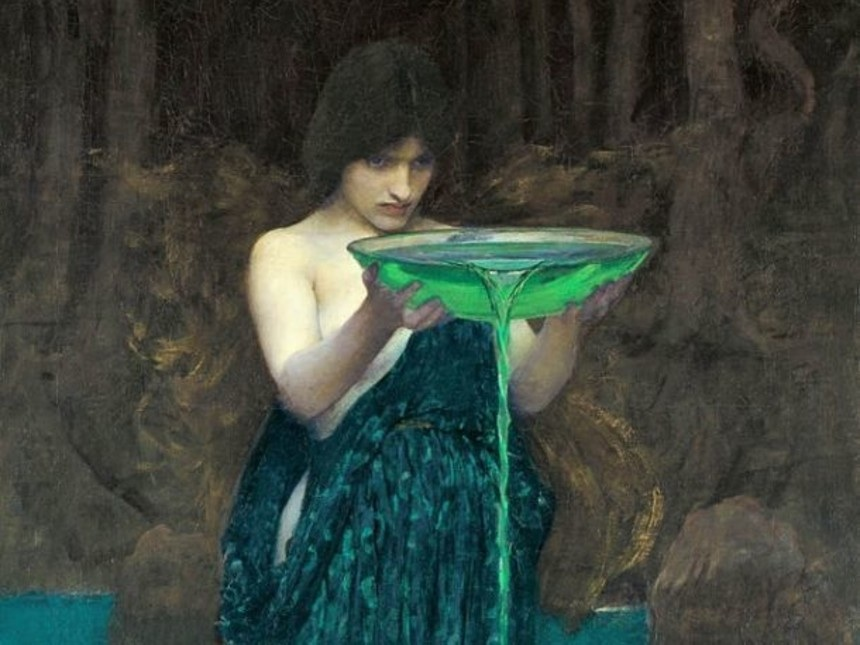
«Цирцея». Деталь.

Хотя эта картина — дань уважения Овидию, Уотерхаус воплощает классику творческими и поэтическими способами. Энтони Хобсон описывает картину как «наделённую аурой угрозы, которая во многом связана с мощной цветовой гаммой глубокого зелёного и синего, так хорошо использованной [Уотерхаусом]». Эти цвета «близки к витражам или драгоценностям» согласно Глисону Уайту. Джудит Ярналл также разделяет мнение о цвете и упоминает «целостность линий» в картине. Она говорит, что взятые вместе первые две Цирцеи Уотерхауса поднимают вопрос: «Она богиня или женщина?». Цирцея Инвидиоса иллюстрирует эксперименты Уотерхауса с архетипом роковой женщины, который пронизывал огромное количество произведений искусства конца XIX века. С другой стороны, Крис Вудс утверждает, что изображённая Уотерхаусом Цирцея не является полностью злым, разрушительным или чудовищным персонажем, как в картинах с женскими мифологическими фигурами Гюстава Моро или других европейских символистов. На этой картине Цирцея показана трагической фигурой: она «не не силах справиться с тем, что делает, и скорее сожалеет об этом».